# Miho Pracat
Miho Pracat (1522 Lopud – 20. července 1607 Dubrovník) byl chorvatský mořeplavec, bankéř a mecenáš.
Jeho rodina původně pocházela z ostrova Šipan, ale postupně přesídlila na Lopud, kde měla více příležitostí. Kapitáni z Lopudu v 16. století vlastnili čtvrtinu dubrovnické obchodní flotily. Miho pracoval na lodi svého strýce jako úředník. Později získal vlastní loď.
Po smrti svého otce v roce 1559 se vzdal moře a věnoval se bankéřství a stavění lodí. Velmi zbohatl; vlastnil 15 nemovitostí na Lopudu, Gruzu a na předměstích Dubrovníku. Úspěchy slavil i v diplomatických službách španělských králů v Mexiku a Nizozemí a jako vůdce a majitel lodní flotily, jíž se přes anglickou blokádu povedlo do Španělska dovézt obilí a zachránit tak Španěly před vyhladověním.
Byl zbožným člověkem a věnoval velké obnosy bohulibým účelům. Pomohl zbudovat kostel v Dančeandu a dva kostely na Lopudu, pomáhal i dubrovnickým františkánům. Vykupoval křesťany, kteří upadli do tureckého otroctví. Ve své závěti odkázal své značné bohatství charitě.
Obyvatelé Dubrovníku mu chtěli vyjádřit uznání, ale dlouhou dobu váhali, protože v té době nebylo zvykem vztyčovat sochy smrtelníků, na rozdíl od svatých a mytických bytostí. Sochu nakonec zadali k výrobě v roce 1633, vytvořil ji italský sochař PP Jacometti, dokončena byla v r. 1638. Dodnes stojí v Dubrovníku na nádvoří rektorského paláce. Miho je tak jediným nešlechticem s vlastní sochou na území dubrovnické republiky. Sochu je možné vidět v šesté epizodě druhé řady seriálu Hra o trůny, která se na nádvoří rektorského paláce natáčela.
Je po něm pojmenována dubrovnická marina v zálivu řeky Dubrovačka.